# De grote stilte (boek)
De grote stilte is de in 2015 uitgegeven Nederlandse vertaling van A History of Loneliness van schrijver John Boyne. A History of Loneliness kwam een jaar eerder uit en werd al spoedig in 8 talen vertaald en 10 verschillende landen verspreid. Het is het eerste boek van Boyne dat zich afspeelt in Ierland en behandelt het misbruikschandaal in de Katholieke Kerk. De hoofdpersoon is een priester, Odran Yates, die in de jaren '70 in de kerk is ingetreden. De grote stilte volgt zijn leven.

## Verhaal
Het boek volgt - niet chronologisch - het levensverhaal van Odran Yates. Yates' vader vermoord op jonge leeftijd zijn broertje, waarna hij zelfmoord pleegt. Zijn moeder klampt zich daarop vast aan de Katholieke Kerk. In die periode betrapt ze Yates met een meisje, waarna ze de plaatselijke priester vraagt hem weer op het goede pad te brengen. De priester misbruikt hem - iets wat Yates heeft verdrongen en zich op veel latere leeftijd pas zal herinneren.
Yates' moeder zegt hem in zijn tienerjaren dat hij een roeping heeft en stuurt hem op zijn zeventiende naar de seminarie. Hier raakt hij bevriend met Tom Cardle, zijn kamergenoot. Cardle is net zoals Yates gedwongen priester te worden door zijn vader en loopt weg van de opleiding. Zijn vader dwingt hem met geweld terug te komen en toch priester te worden. Yates omschrijft Cardle in deze periode al als een 'seksmaniak'.
Cardle blijkt op latere leeftijd een pedofiel te zijn die zich continue vergrijpt aan kinderen uit zijn parochie. De Katholiek Kerk besluit daarop geen aangifte te doen bij de Garda Síochána, de Ierse politie, maar verplaatst hem van de ene naar de andere parochie om het misbruik in de doofpot te stoppen. Gedurende de jaren begint Yates wel een vermoeden van het misbruik te krijgen, maar ook hij grijpt niet in. Op het moment dat hij al een sterk vermoeden heeft, laat hij Cardle bij zijn zus en diens minderjarige kinderen overnachten, waarbij Cardle zich vergrijpt aan Yates oudste neef, die op latere leeftijd weigert contact met Yates te hebben. 
Uiteindelijk is de situatie niet meer in de doofpot te stoppen en stapt een ouderechtpaar naar de Gardai. Vanaf dat moment kan de Katholieke Kerk de situatie niet meer beheersen en uiteindelijk wordt er een rechtszaak aangespannen tegen Cardle die wordt veroordeeld, maar toch in dienst blijft bij de kerk. Kort na de rechtszaak legt Yates het bij met zijn neef, waarbij hij glashard beweert dat hij geen enkele kennis had van de misdaden van zijn vriend. Toch besluit hij later zijn vermoedens op tafel te gooien bij de aartsbisschop als deze hem weigert terug te plaatsen naar zijn oude opdracht. Hij gebruikt de kennis die hij van de situatie heeft om de aartsbisschop te chanteren en wordt teruggestuurd naar de school waar hij zijn eerste opdracht had.
Het boek eindigt met Cardle die na 5 jaar celstraf wordt vrijgelaten. Yates brengt hem naar het appartementje dat de Kerk voor hem geregeld heeft. De Kerk heeft ook besloten hem van een pensioen te voorzien, zo lang hij zich stil houdt. Het komt tot een verbale aanvaring tussen Cardle en Yates waarop Cardle hem wijst op zijn eigen schuld. Het boek eindigt met de conclusie die Yates over zijn eigen schuld trekt:  "Keer op keer had ik weggekeken en geweigerd te zien wat zich voor mijn neus afspeelde. Ik had mijn mond gehouden terwijl ik iets had moeten zeggen, omdat ik mezelf ervan had overtuigd dat ik boven die dingen stond. Ik was medeplichtig aan al hun misdaden en door mijn toedoen hadden mensen geleden. Ik had mijn leven verspild."

## Kenmerken van het boek
Het boek is niet-chronologisch en er wordt met vele decennia door het verhaal gesprongen. Recensent Jet Marchau geeft aan dat dit zorgt dat "je zeer alert moet blijven voor het historische kader, namen en gebeurtenissen, maar zeker ook voor de psychologische ontwikkeling van de hoofdpersoon.". Ze meent dat dit het verhaal juist een literair stuk maakt, in tegenstelling tot het sensatieverhaal wat het anders mogelijk geweest was.
Ook is er in het verhaal sprake van een onbetrouwbare verteller. Op een zeker moment ziet Odran, die het verhaal vanuit zijn perspectief vertelt, een jongen die misbruikt wordt door Cardle zijn auto vandaliseren. Daardoor is Odran zeker dat er sprake is van misbruik, maar in plaats van dit te melden bij de instanties, besluit hij de Gardai te bellen om de jongen te bestraffen. Dit onthult hij echter pas bijna aan het einde van het boek en niet op het moment dat hij vertelt dat hij de auto vernield ziet worden, vele hoofdstukken eerder.

## Ontvangst
Over het algemeen werd het boek in het Nederlandse taalgebied positief ontvangen. Zo ontving het van recensente Shyama Hopman het hoogste aantal van vijf sterren. Ze stipt in haar review vooral de wijze aan waarop Boyne laat zien hoe de benadering van priesters door de tijd heen verandert en de wijze waarop vrijwel alle (kerkelijke) personen zich in morele grijstinten hullen en geen van allen zonder blaam zijn. Ook Ger van der Pluijm gaf het boek met vier sterren een hoge score, hoewel hij meende dat het verhaal pas echt na de rechtszaak van Cardle - dus halverwege het boek - interessant wordt. Ook de al eerder genoemde Jet Marchau was positief; zij raadde in 2020 het boek nog aan, toen het al ruim 5 jaar uit was.
In het Engelse taalgebied werd het boek gezien als een harde afrekening met de Katholieke Kerk. Helen Dunmore schreef in The Guardian over het boek als een boek dat veel woede in zich draagt over machtsmisbruik en juist daardoor de lezer aan zal spreken. Toch vond ze het onderdeel van het boek dat zich in Italië afspreelt (waar Yates als hulpje van de paus werkt tijdens zijn seminariejaren) toch wat vergezocht. Schrijver Patrick T. Reardon was stukken minder enthousiast over het boek - wellicht omdat hij zelf katholiek is én een deel van de priesteropleiding heeft doorlopen. Hij vond dat het boek te zeer afrekende met alle priesters en er weinig ruimte in het boek was voor een positieve blik op priesters. Ook Christina Hunt Mahony schreef in de Irish Times een wat neutralere review van het boek. Ze vond het een verontrustend boek dat de kracht van de schrijver liet zien, hoewel de schrijver naar haar idee wel wat steekjes liet vallen in bijvoorbeeld het schetsen van scenes.